# Stenocercus ornatus
Stenocercus ornatus är en ödleart som beskrevs av  Gray 1845. Stenocercus ornatus ingår i släktet Stenocercus och familjen Tropiduridae. Inga underarter finns listade i Catalogue of Life.